# 28.º distrito congresional de California
El 28.º distrito congresional es un distrito congresional que elige a un Representante para la Cámara de Representantes de los Estados Unidos por el estado de California.  Según la Oficina del Censo, en 2011 el distrito tenía una población de 649 454 habitantes. Actualmente el distrito está representado por el Demócrata Adam Schiff.

## Geografía
El 28.º distrito congresional se encuentra ubicado en las coordenadas 34°15′00″N 118°17′29″O / 34.2500576, -118.291452.

## Demografía
Según la Oficina del Censo de los Estados Unidos, en 2011 había 649 454 personas residiendo en el 28.º distrito congresional. De los 649 454 habitantes, el distrito estaba compuesto por 400 296 (61.6%) blancos; de esos, 382 613 (58.9%) eran blancos no latinos o hispanos. Además 24 854 (3.8%) eran afroamericanos o negros, 3 025 (0.5%) eran nativos de Alaska o amerindios, 45 654 (7%) eran asiáticos, 1 107 (0.2%) eran nativos de Hawái o isleños del Pacífico, 171 409 (26.4%) eran de otras razas y 20 792 (3.2%) pertenecían a dos o más razas. Del total de la población 368 716 (56.8%) eran hispanos o latinos de cualquier raza; 264 914 (40.8%) eran de ascendencia mexicana, 3 016 (0.5%) puertorriqueña y 1 921 (0.3%) cubana. Además del inglés, 5 086 (50.9%) personas mayor a cinco años de edad hablaban español perfectamente.
El número total de hogares en el distrito era de 212 171 y el 64.3% eran familias en la cual el 32.6 tenían menores de 18 años de edad viviendo con ellos. De todas las familias viviendo en el distrito, solamente el 42.1% eran matrimonios. Del total de hogares en el distrito, el 7.3 eran parejas que no estaban casadas, mientras que el 1.1% eran parejas del mismo sexo. El promedio de personas por hogar era de 3.04. 
En 2011 los ingresos medios por hogar en el distrito congresional eran de US$49 515, y los ingresos medios por familia eran de US$85 735. Los hogares que no formaban una familia tenían unos ingresos de US$76 036. El salario promedio de tiempo completo para los hombres era de US$36 495 frente a los US$36 533 para las mujeres. La renta per cápita para el distrito era de US$26 982. Alrededor del 18.7% de la población estaban por debajo del umbral de pobreza.